# ヘンリー・ペティ＝フィッツモーリス (第5代ランズダウン侯爵)
第5代ランズダウン侯爵ヘンリー・チャールズ・キース・ペティ＝フィッツモーリス（英: Henry Charles Keith Petty-FitzMaurice, 5th Marquess of Lansdowne, KG, GCSI, GCMG, GCIE, PC、1845年1月14日 - 1927年6月3日）は、イギリスの貴族、政治家。
ランズダウン侯爵ペティ＝フィッツモーリス家に生まれる。1866年に爵位を継承し、貴族院議員として政界入り。はじめ自由党に所属していたが、自由統一党を経て保守党へ移籍。ヴィクトリア朝後期から第一次世界大戦の頃までイギリス政界の重鎮として活躍した。カナダ総督(在職1883年-1888年)やインド総督(在職1888年-1894年)を務めた後、保守党政権下で陸軍大臣(在職1895年-1900年)や外務大臣(在職1900年-1905年)を務めた。外相在職時に日英同盟や英仏協商を締結した。
誕生から父が襲爵する1863年まではクランモーリス子爵（Viscount Clanmaurice）、1863年から自身が襲爵する1866年まではケリー伯爵（Earl of Kerry）の儀礼称号で称された。

## 経歴

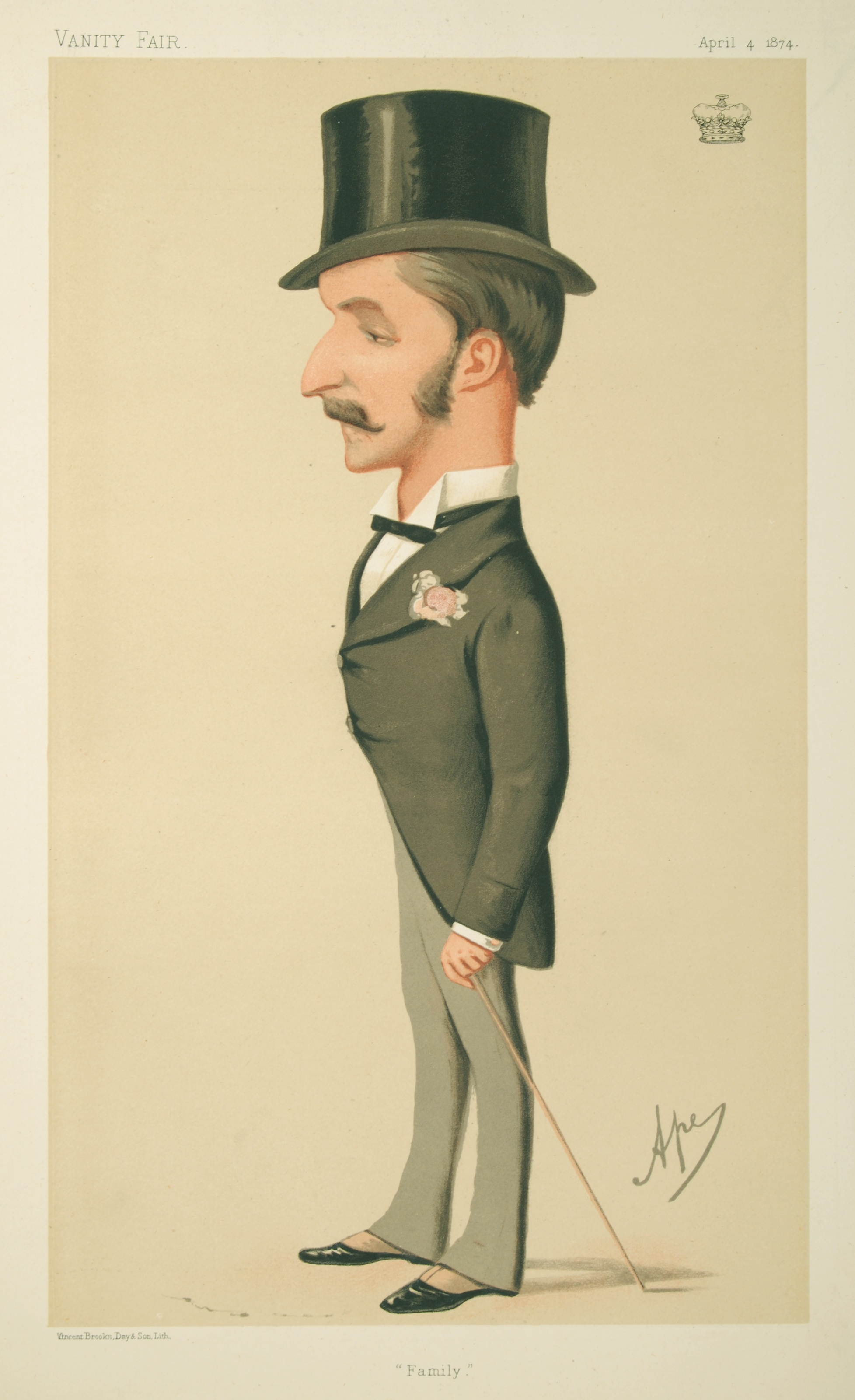
ランズダウン侯爵の似顔絵（1874年4月4日の『バニティ・フェア』誌）

### 生い立ち
第4代ランズダウン侯爵ヘンリー・ペティ＝フィッツモーリスと後妻のエミリー・ペティ＝フィッツモーリス（フランス外相タレーランの息子であるフランス軍将軍シャルル・ド・フラオーの娘）の間の長男として生まれる。
フィッツモーリス家は12世紀にアイルランド・ケリー県へ移住し、以来同地の領主として君臨してきた家柄である。代々ホイッグ党の政治家の家系であり、曽祖父に首相や内務大臣を務めた初代ランズダウン侯爵ウィリアム・ペティ（首相在職時の爵位は第2代シェルバーン伯）、祖父に財務相や内相・枢密院議長を歴任した第3代ランズダウン侯爵ヘンリー・ペティ＝フィッツモーリスがいる。
イートン・カレッジを経てオックスフォード大学ベリオール・カレッジを卒業した。
1866年、父の死により21歳で第5代ランズダウン侯爵位と家督を相続した。なお後に母親からもスコットランド貴族爵位ネアーン卿を相続している。ランズダウン侯爵家はアイルランドの大地主であり、1876年時点ではケリー県に94,983エーカー、ミーズ県に12,995エーカー、クイーンズ・カウンティ（現代のリーシュ県）に8,980エーカー、ダブリン県に2,132エーカー、リムリック県に1,526エーカー、キングス・カウンティ（現代のオファリー県）に617エーカー、リムリック市に116エーカーの領地を所有し、これらの領地は年収32,342ポンド相当だった。しかし、抱える負債も巨額であり、彼も家計のやり繰りには苦労した。

### 自由党政権において
貴族院議員となったランズダウンは自由党に所属し、第1次グラッドストン内閣では1868年から1872年まで大蔵卿委員を、1872年から1874年まで陸軍省政務次官を務めた。
1880年に第2次グラッドストン内閣が発足するとインド省政務次官に任じられるが、アイルランド自治に関するウィリアム・グラッドストンの方針に反対して辞職、後に自由党からも離党した。

### 総督として
1883年から1888年までカナダの総督を務めた。彼の総督在任中のカナダはジョン・A・マクドナルドが2期目の首相を務めている時期だったが、鉄道建設をめぐるスキャンダルが発生し、経済も悪化、さらに1885年に北西部でルイ・リエルの反乱が発生するなど危機的状況にあった。ランズダウン侯はカナダの民心の安定を図るために1885年には西部カナダを巡る旅を行い、カナダ先住民とも触れ合った。また米国との漁業問題をめぐる交渉に尽力した。1884年に英国科学振興協会の会合の主催するなど科学のパトロンとしても活動した。カナダに安定を取り戻すことに貢献した優秀な総督と評価されている。
ついで1888年から1894年までインドの総督を務めた。ルピーの減価でイギリスの対印投資が減少している現状を踏まえて、1893年6月にルピーの変動相場制を停止し、1ルピー＝1シリング4ペンスの固定相場制へ移行させた。また金本位制導入のため銀貨自由鋳造を停止させた。これによりルピーの交換レートは上がったものの、インド国内の通貨供給が減少し、経済活動の規模は小さくなった。外交面ではアフガン国境の小国フンザとナガルを併合し、シッキム王国やチトラルのカラートを保護国にするなど拡張政策を取った。

### 保守党政権の閣僚として

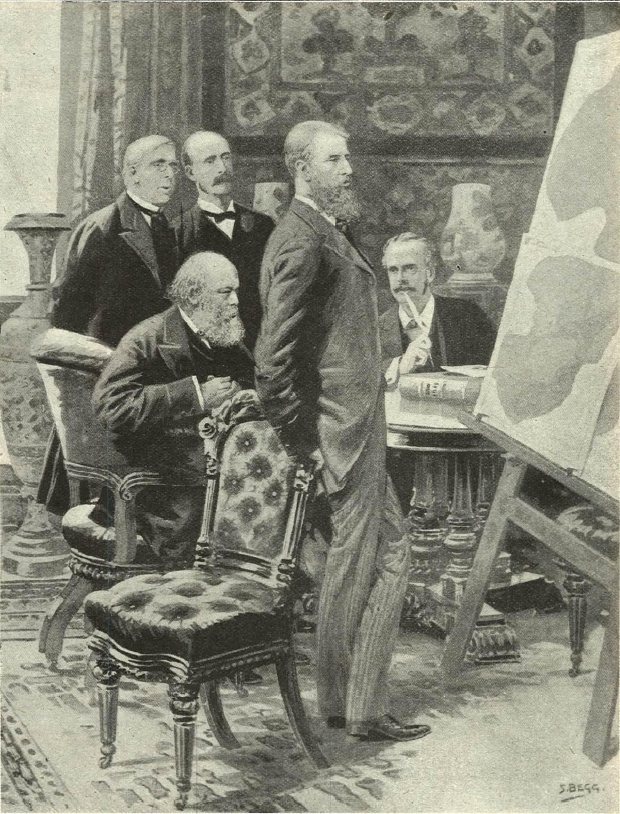
第三次ソールズベリー侯爵内閣の防衛委員会の会合を描いた絵。左から蔵相ゴッシェン、首相ソールズベリー侯爵、外相ランズダウン侯爵、枢密院議長デヴォンシャー公爵、庶民院院内総務バルフォア

帰国後は自由統一党（リベラル・ユニオニスト）に所属（同党は後に保守党に合流）。1895年、第3代ソールズベリー侯爵ロバート・ガスコイン＝セシルを首相とする保守党との連立政権（第三次ソールズベリー侯爵内閣）において陸軍大臣として入閣した。陸軍総司令官人事では初代ウォルズリー子爵ガーネット・ウォルズリー元帥を任命し、エドワード・カードウェルの路線を継承して陸軍への文民統制を強化した。在任中の1899年に第二次ボーア戦争が勃発するが、5万人以上と予想されるブーア軍に対して3万5千人の動員が必要である、とのウルズリーの進言を「徹底的に効率の良い状態にある」1万人で事足りるとするなどしたことから、戦争準備が不十分であったことを批判された。
1900年10月にソールズベリー侯の後を受けて外務大臣へ転任した。中国分割をめぐるロシア帝国主義の極東進出を憂慮し、極東の現状維持ができる国として日本に注目し、首相ソールズベリー侯の賛成も得て、1902年1月30日にはロンドンにてイギリス駐箚日本公使林董男爵（後に伯爵）との間で日英同盟を調印した。
続くアーサー・バルフォア内閣でも外相に留任した。1903年5月15日にはペルシア湾におけるイギリスの優越権を宣言してロシア帝国の南下政策を牽制した。また日本国内の日露協商派の動きを警戒し、1903年7月には日本政府に対して日本が独断でロシアと協商を結ばないよう釘を刺した。日英同盟は「日英どちらかが二か国以上と戦争になった場合はもう片方は同盟国のために参戦、一か国との戦争の場合はもう片方は中立を保つ」という約定になっていたため、フランスがロシアとともに日本に宣戦布告せぬようフランス取り込みに腐心した。フランス外相テオフィル・デルカッセと交渉を進め、両国の懸案事項である世界各地での植民地争奪戦を互譲的に解決していき、1904年4月8日に英仏協商を締結させることに成功した。

### 明治天皇へのガーター勲章授与に尽力
日露戦争が1905年に勃発した。戦況は日本に有利に進み、同年1月には旅順が陥落するに至った。ランズダウンは直後の1月16日にバルフォア首相に宛てた書簡の中で「明治帝にガーター勲章を授与すべきだと思う。日英同盟も延長した方が良い」との提案を行っている。5月の日本海海戦における日本の勝利後にも再度進言を行い、これを受けて宮中側も国王の側近の第2代イーシャー子爵が国王秘書官と叙勲に異議ない旨を話し合っている。こうした流れを経て、国王エドワード7世は10月8日に叙勲の決定をランズダウンに伝えた。翌年、コノート公アーサー王子を団長とするガーター勲章授与使節団が日本に派遣され、明治天皇は晴れてガーター騎士としての名誉を得ることとなった。

### バルフォア内閣の瓦解
1903年から政権与党内でジョゼフ・チェンバレンら関税改革（保護貿易）派と蔵相チャールズ・リッチーら自由貿易派の対立が深まったが、ランズダウン卿はチェンバレンを支持していた。この件での政権与党内の亀裂は深まる一方で、党分裂を避けるため1905年12月にバルフォア内閣が総辞職するまでの事態となった。

### 保守党野党時代

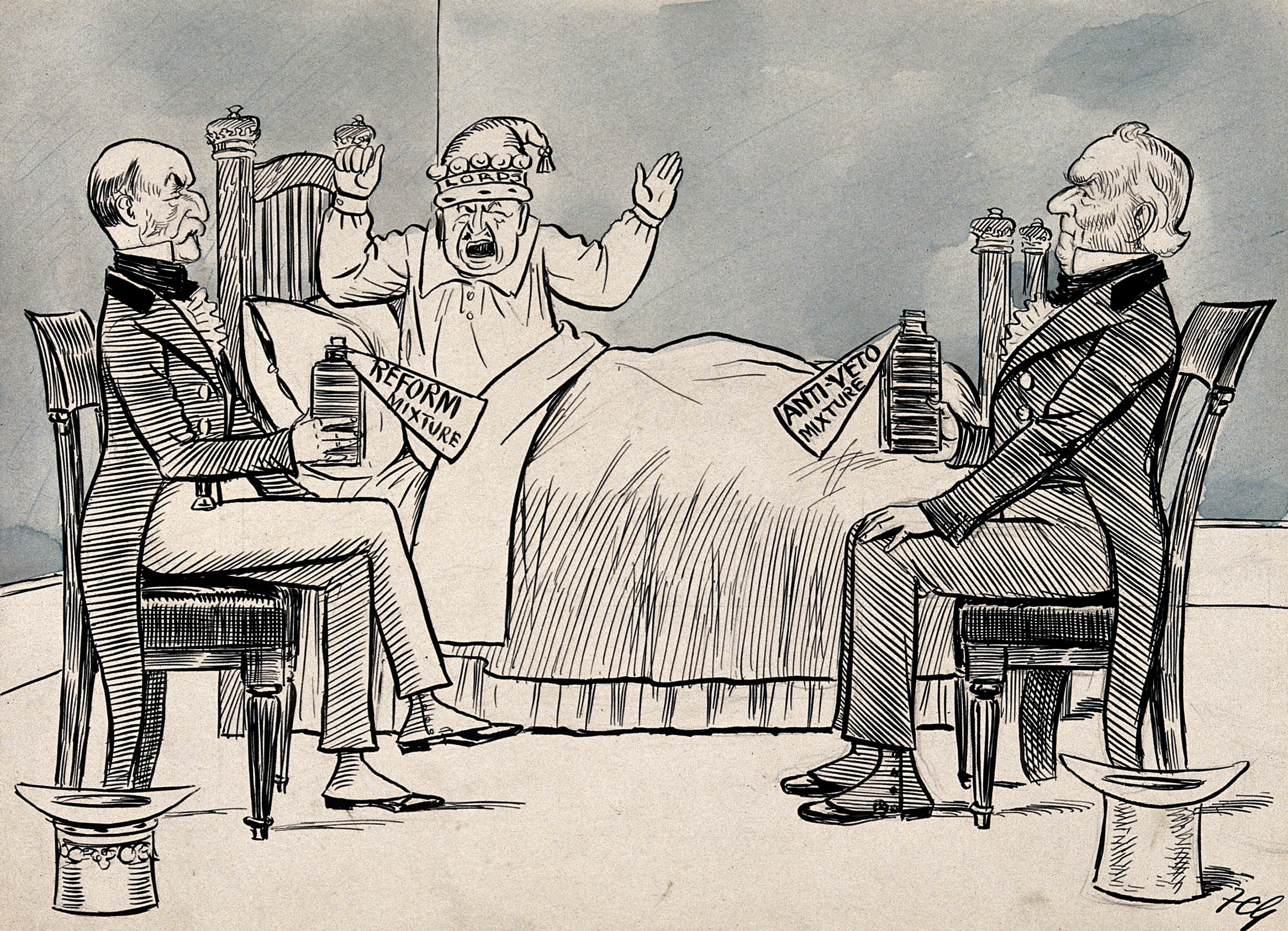
1911年の政界を描いた風刺画。
いらだつ病人（議会）に対して、右のアスキス医師が『議会法』という名の劇薬を進める一方、左のランズダウン医師はやや手ぬるい『議院改革』程度の薬を勧めている。

1906年の総選挙において自由党が圧勝すると、保守党が半永久的に多数を占めている貴族院から自由党政府の政策に抵抗するという保守党党首アーサー・バルフォアの計画に保守党貴族院院内総務として協力し、初等教育から宗教教育を排除することを目的とした「教育法案」や富裕の醸造業者の独占を制限することを目的とした「酒類販売免許法案」などを貴族院で廃案に追い込んだ。
1909年には貴族院は予算案に介入しないという慣例を破って「人民予算」を否決した。この予算案には土地課税が盛り込まれており、地主貴族から土地の国有化を狙う「アカの予算」として強い反発を招いていたためだった。ランズダウン侯も「土地課税が実施されるには土地の評価が前提となる。ひいてはこれが土地の国有化につながる」と批判している。
しかしこれを受けて首相ハーバート・ヘンリー・アスキスは庶民院を解散。1910年1月の総選挙はハング・パーラメントとなったものの自由党はアイルランド議会党と連立して予算案を通過させた。
さらに同年12月の総選挙後、自由党政権は貴族院の権限を縮小する議会法案を提出してきた。これに対してランズダウン卿は初め徹底抗戦で臨んだが、自由党政権は1911年7月に選挙前に国王から新貴族任命の約束を得ている旨を明らかにし、議会法案を貴族院が否決したら法案に賛成する新貴族任命を行うであろうことをバルフォアやランズダウン卿ら保守党幹部に通告した。ここに至ってランズダウン卿は党首バルフォアとともに法案を可決させるしかないと判断し、貴族院保守党の説得にあたったが、貴族院保守党には徹底抗戦派が多かった。ランズダウン卿はじめ妥協派の保守党貴族院議員ははじめ棄権を考えていたが、棄権すると議会法案否決の公算が大であったため、賛成する方針に転じ、賛成131、反対114の僅差でなんとか可決させた。この結果、イギリスにおける庶民院の優越が確定することとなった。

### 第一次世界大戦
第一次世界大戦中の1915年、ガリポリの戦いはじめ好転しない戦局からアスキスは保守党も取り込んだ挙国一致内閣（第2次アスキス内閣）を組織した。この際にランズダウン卿も保守党からの閣僚として無任所大臣として入閣、首相がデビッド・ロイド・ジョージに代わる1916年まで務めた。
戦死者の急増で兵員が枯渇してくるとロイド・ジョージやウィンストン・チャーチル、カーゾン伯、オースティン・チェンバレンといった閣僚たちとともに徴兵制導入の主要論者となり、慎重派閣僚たちを退けて、1916年5月に18歳から41歳の男性を一律に即時徴兵する1916年兵役法を可決させることに成功した。
1916年11月には講和覚書を書き、閣僚たちに回覧した。その中でランズダウン卿はイギリスが今度の大戦で負った甚大な人的・財政的・物的損害を列挙したうえで「この負担に耐えることはもとより国民の義務であり、国民の士気も衰えてはいないが、近い将来敵国を打倒し、無条件降伏を受諾させられるかは極めて疑わしい。そうなると無用の殺戮を不必要に長引かせていることに責任が生じよう。」と論じ、ドイツとの講和交渉に応じる可能性を排除すべきではないと訴えた。だがこれは陸軍大臣ロイド・ジョージら徹底抗戦派の閣内反政府派から厳しく批判された（ロイド・ジョージはアスキスに対する政権内不満分子になりはじめていた）。
1916年12月にアスキス内閣が崩壊してロイド・ジョージ内閣が成立すると閣僚職辞職を余儀なくされ、保守党貴族院院内総務の地位もカーゾン卿に譲ることになった。
政府を追われた後もこれ以上の戦争継続を疑問視し、1917年11月29日付けの『デイリー・テレグラフ』でドイツと早期講和するべきである旨を訴えて物議を醸した（Lansdowne Letter）。

### 晩年・死去
1927年6月3日、心臓発作のため死去。82歳。爵位は長男のケリー伯爵ヘンリーが相続した。遺産は土地が 1,044,613 UKポンド、他の資産が 233,888 UKポンドであった。

## 栄典

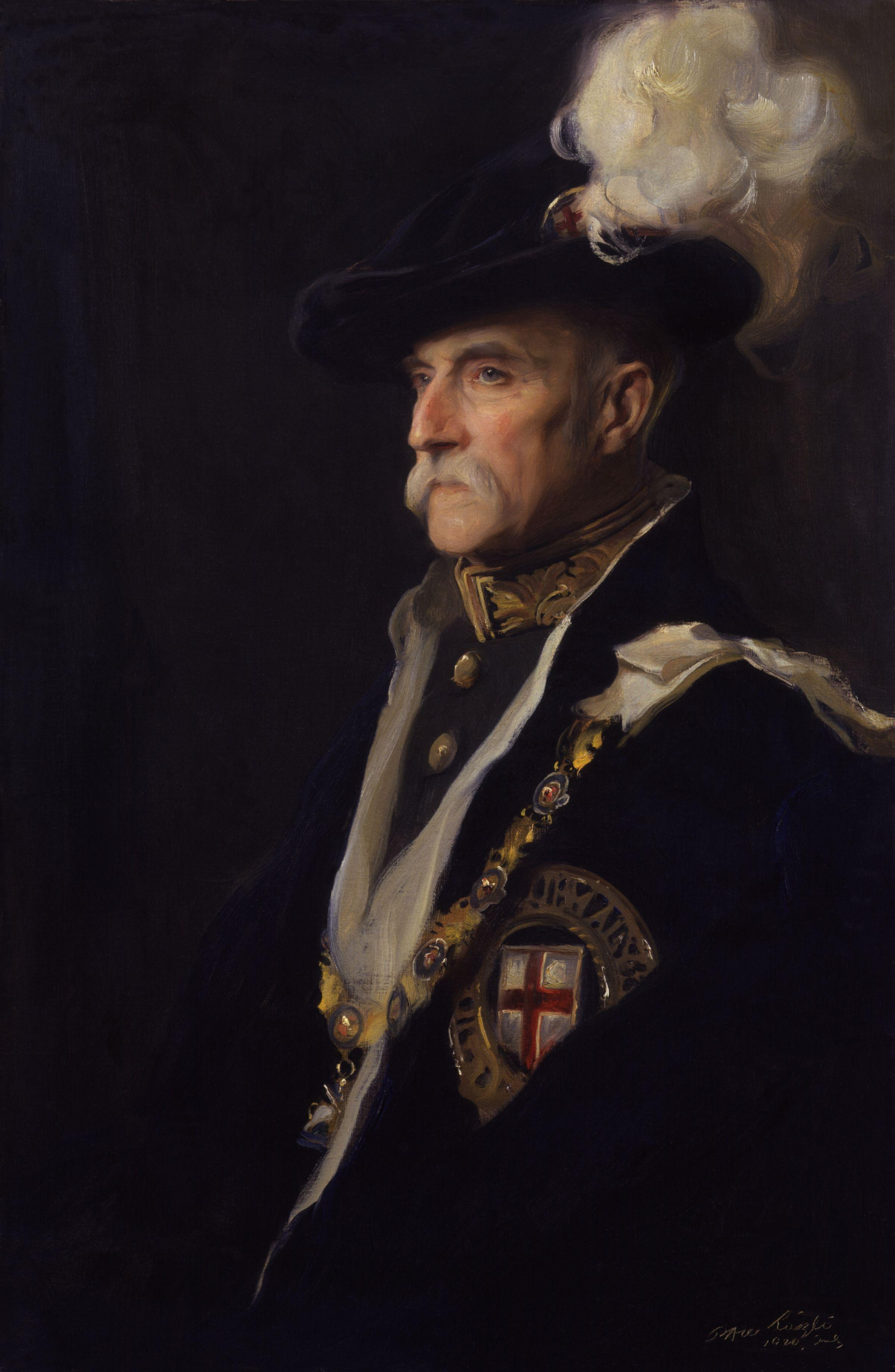
ガーター騎士団の正装をしたランズダウン侯爵の肖像画（フィリップ・ド・ラースロー画）

### 爵位
1866年7月5日の父ヘンリー・ペティ＝フィッツモーリスの死去により以下の爵位を継承。
- サマセット州における第5代ランズダウン侯爵 (5thMarquess of Lansdowne, in the County of Somerset)
(1784年12月6日の勅許状によるグレートブリテン貴族爵位)
- 第6代ケリー伯爵 (6th Earl of Kerry)
(1722年1月17日の勅許状によるアイルランド貴族爵位)
- ウェックスフォード県における第6代シェルバーン伯爵 (6th Earl of Shelburne, in the County of Wexford)
(1753年6月26日の勅許状によるアイルランド貴族爵位)
- バッキンガム州におけるチッピング・ウィコムの第5代ウィコム伯爵 (5th Earl Wycombe, of Chipping Wycombe in the County of Buckingham)
(1784年12月6日の勅許状によるグレートブリテン貴族)
- 第6代クランモーリス子爵 (6th Viscount Clanmaurice)
(1722年1月17日の勅許状によるアイルランド貴族爵位)
- 第6代フィッツモーリス子爵 (6th Viscount Fitzmaurice)
(1751年10月7日の勅許状によるアイルランド貴族爵位)
- 第5代キャルネ＝キャルストン子爵 (5th Viscount Calne and Calston)
(1784年12月6日の勅許状によるグレートブリテン貴族爵位)
- 第26代ケリー＝リックナウ男爵 (26th Baron of Kerry and Lixnaw)
(1223年頃創設アイルランド貴族爵位)
- 第6代ダンケロン男爵 (6th Baron Dunkeron)
(1751年10月7日の勅許状によるアイルランド貴族爵位)
- バッキンガム州におけるチッピング・ウィコムの第6代ウィコム男爵 (6th Baron Wycombe, of Chipping Wycombe in the County of Buckingham)
(1760年5月17日の勅許状によるグレートブリテン貴族)

1895年6月26日の母エミリー・ペティ＝フィッツモーリスの死去により以下の爵位を継承した。
- 第9代ネアーン卿 (9th Lord Nairne)
(1681年1月27日の勅許状によるスコットランド貴族爵位)

### 勲章
- 1884年、聖マイケル・聖ジョージ勲章ナイト・グランド・クロス（GCMG）[38]
- 1888年、インド帝国勲章ナイト・グランド・コマンダー（GCIE）[6]
- 1888年、インドの星勲章ナイト・グランド・コマンダー（GCSI）[6]
- 1895年、ガーター勲章勲爵士（KG）[39]
- 1905年、ロイヤル・ヴィクトリア剄飾（英語版）[40]

### その他
- 1895年、枢密顧問官 （PC）[18]
- 法学博士号（マギル大学名誉学位）[6]
- 法学博士号（リーズ大学名誉学位）[6]
- 法学博士号（ケンブリッジ大学名誉学位）[6]

## 家族

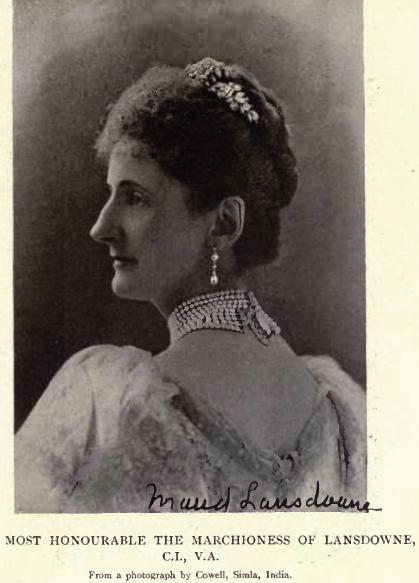
妻モード

ランズダウンは、初代アバコーン公爵ジェイムズ・ハミルトンの娘であるモード・ハミルトン嬢と1869年11月8日にウェストミンスター寺院で結婚した。夫妻の間には以下の二男二女が生まれた。
- 第1子(長女) イヴリン・エミリー・メアリー（英語版） （1870年8月27日 – 1960年4月2日） - 第9代デヴォンシャー公爵ヴィクター・キャヴェンディッシュ夫人
- 第2子(長男) ヘンリー・ウィリアム・エドマンド（英語版） （1872年1月14日 – 1936年3月5日） - 第6代ランズダウン侯爵位を継承
- 第3子(次男) チャールズ・ジョージ・フランシス（英語版） （1874年2月12日 – 1914年10月30日） 陸軍軍人、廷臣
- 第4子(次女) ベアトリクス・フランシス（英語版） （1877年3月25日 – 1953年8月5日） - 初め第6代ウォーターフォード侯爵（英語版）ヘンリー・ベレスフォード夫人、次いで第12代セント・オールバンズ公爵オズボーン・ボークラーク夫人